# Зелёная Испания
Кантабрийское побережье (исп. Cornisa Cantábrica, галис. Cornixa cantábrica, баск. Kantauriar eskualdea) — северное побережье Испании, отделённое от остальной территории страны Кантабрийскими горами (от массива Сьерра-де-Анкарес на западе до Баскских гор на востоке). 
С 1989 года также используется термин Зелёная Испания (исп. España Verde), включающий всё побережье Бискайского залива и Галисии, то есть всё испанское побережье от границы с Францией до Португалии. Бренд «Зелёная Испания» был введён в туристических целях, чтобы подчеркнуть сходство данного региона с южными районами Великобритании и Ирландии, откуда прибывает значительная часть туристов. Особенно актуально отсутствие резкого перепада климата для пожилых любителей пляжного туризма. 
В отличие от засушливой Месеты, в Зелёной Испании влажный морской климат. Осадки выпадают в течение всего года, 1000—1200 мм, на побережье — до 1700—1900 мм (150—200 дождливых дней). Среднегодовая температура в районе +13°С (в горах ещё ниже), а разница между самым тёплым (август) и самым холодным месяцем (январь-февраль) составляет около 12 °C. 
За исключением высотных горных территорий, Зелёная Испания имеет самый холодный климат в стране. Вместе с тем значительное количество осадков благоприятствует растительности. Побережье и северные склоны Кантабрийских гор покрыты лесами (каштан, бук, дуб, берёза). Выше в горах созданы национальные парки и охраняемые территории, на которых обитают иберийский волк, испанский козёл и кантабрийский бурый медведь.
Западный берег Бискайского залива называется Зелёным (см. Коста-Верде), а восточный — Берегом басков (см. Коста-Васка). 
Морское побережье Галисии, иногда именумое «берегом моллюсков» (Коста-до-Мариско), делится на три отрезка: Риас-Альтас («верхние риасы» от Рибадео через Эль-Ферроль до деревни Санта-Крус), Коста-да-Морте («берег смерти» по обе стороны от порта Ла-Корунья) и, к югу от мыса Финистерре, наиболее благоприятная для виноделия зона Риас-Байшас («нижние риасы») с национальным парком «Атлантические острова Галисии». 
Исторически на территории Зелёной Испании располагалось королевство Астурия — единственная часть Пиренейского полуострова, не покорённая маврами. От Сантьяго-де-Компостелы по южной границе королевства проходит паломнический путь Святого Иакова.
- Астурия
- Кантабрия
- Гипускоа
- Галисия